# Дальницький ботанічний заказник
Да́льницький зака́зник (інша назва — Да́льницький ліс) — ботанічний заказник загальнодержавного значення в Україні. Розташований в Одеському районі Одеської області, на захід від села Нова Долина, за 13 км на захід від Одеси. 

## Загальні відомості
Площа заказника 1024 га. Створений згідно з постановою Ради Міністрів України від 28.10.1974 року № 500.
Заказник створено на території урочища «Дальницьке» Великодолинського лісництва Одеського головного підприємства «Одесаліс». Територія заказника являє собою штучні деревні насадження, у яких переважають дуб, береза, трапляється сосна. Територія має у плані прямокутну форму, завдовжки 4,7 км та завширшки 2,5 км. 
Частину території займає військова база. Заказник є місцем відпочинку для жителів Одеси та навколишніх населених пунктів.

## Галерея

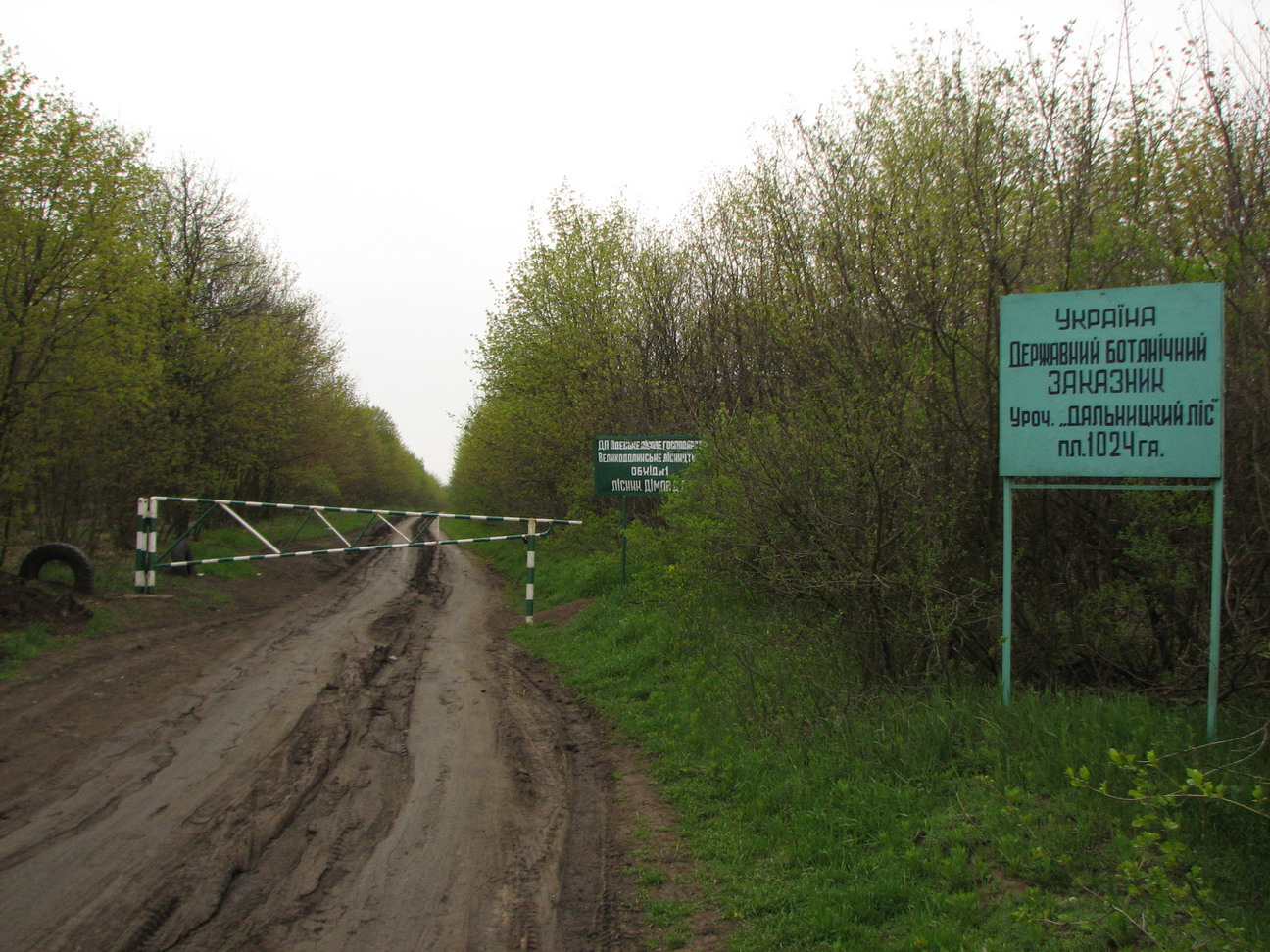
Вказівники на в'їзді до лісу
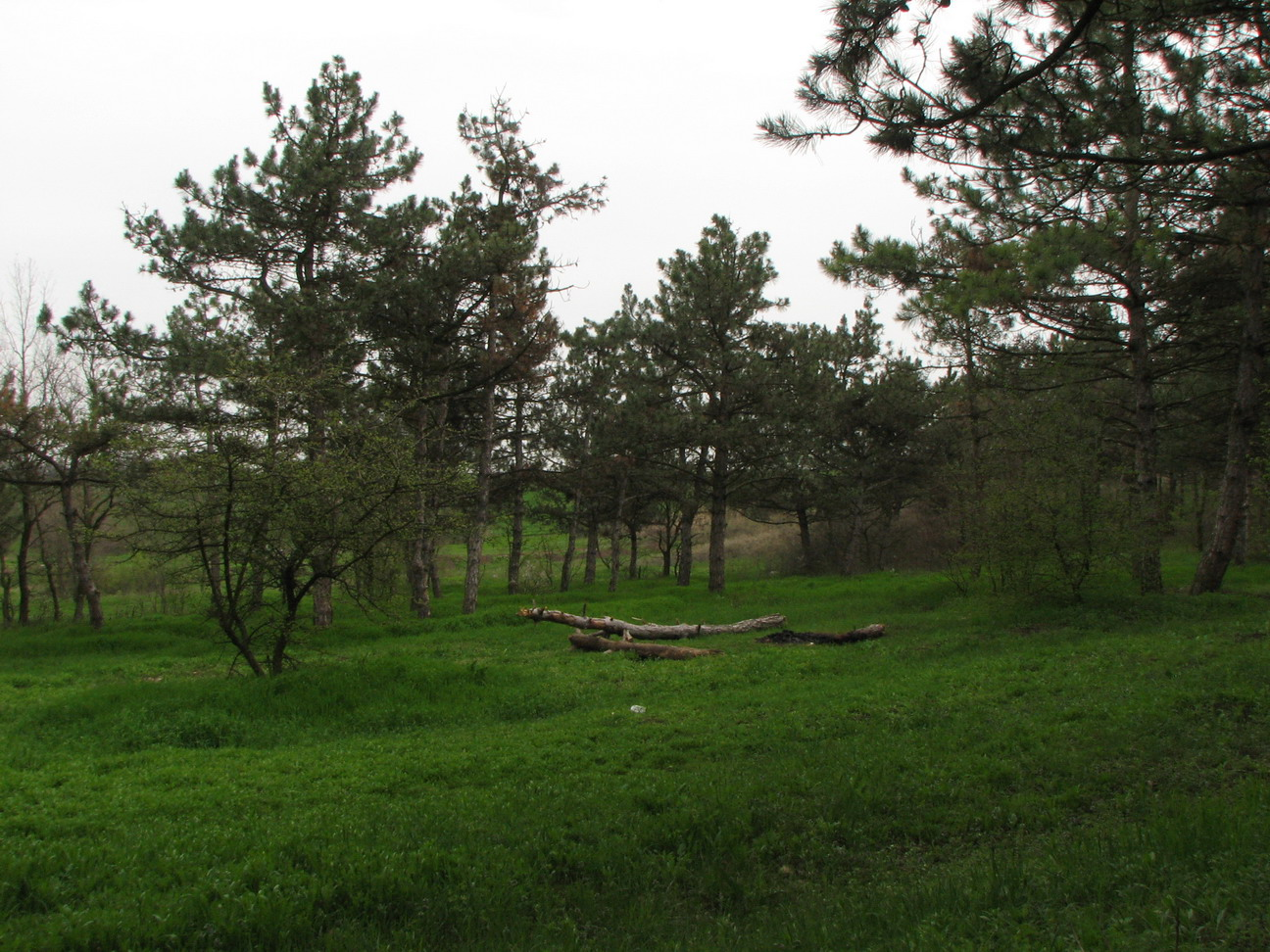
Туристична стоянку
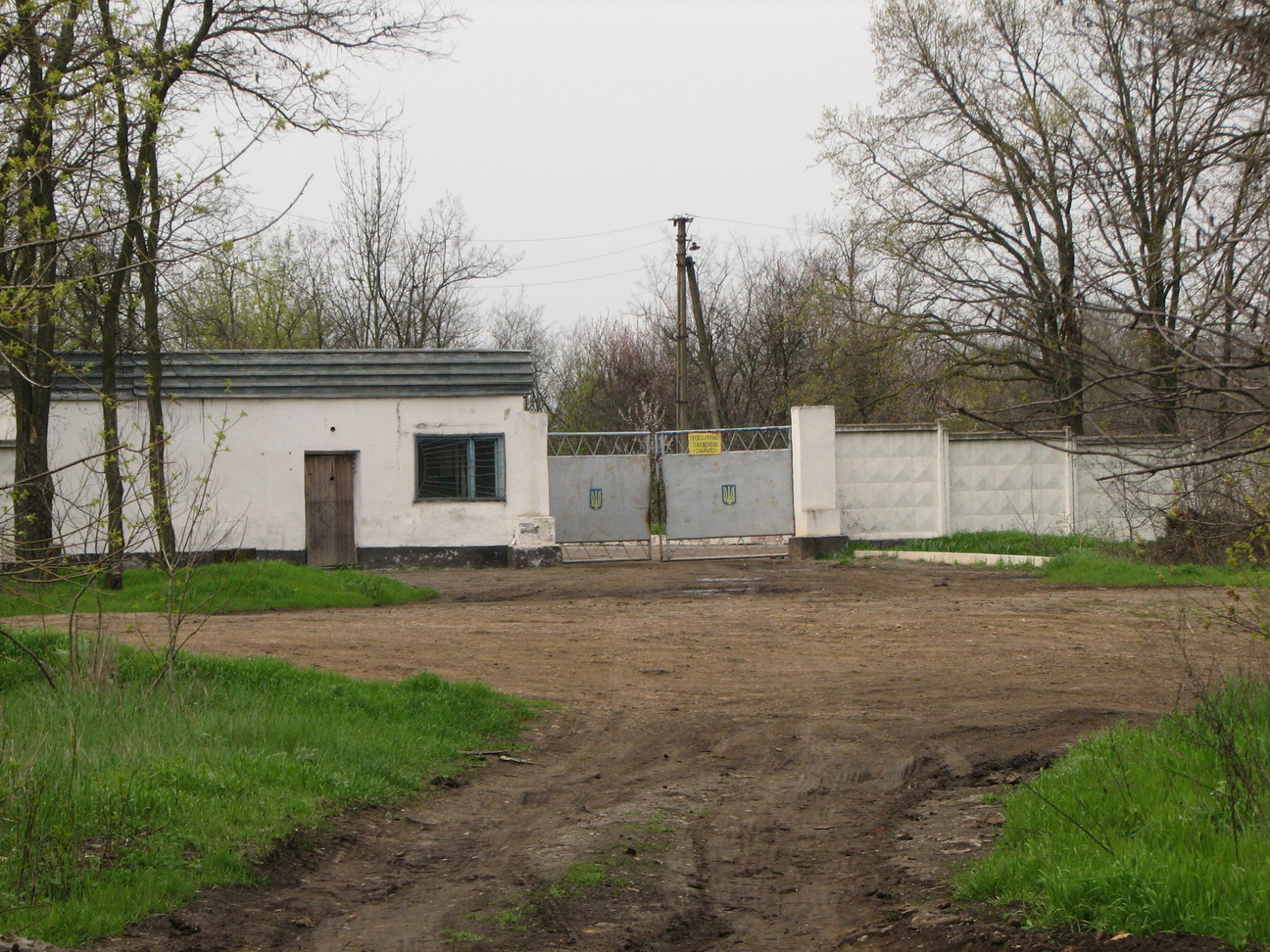
В'їзд до військової бази
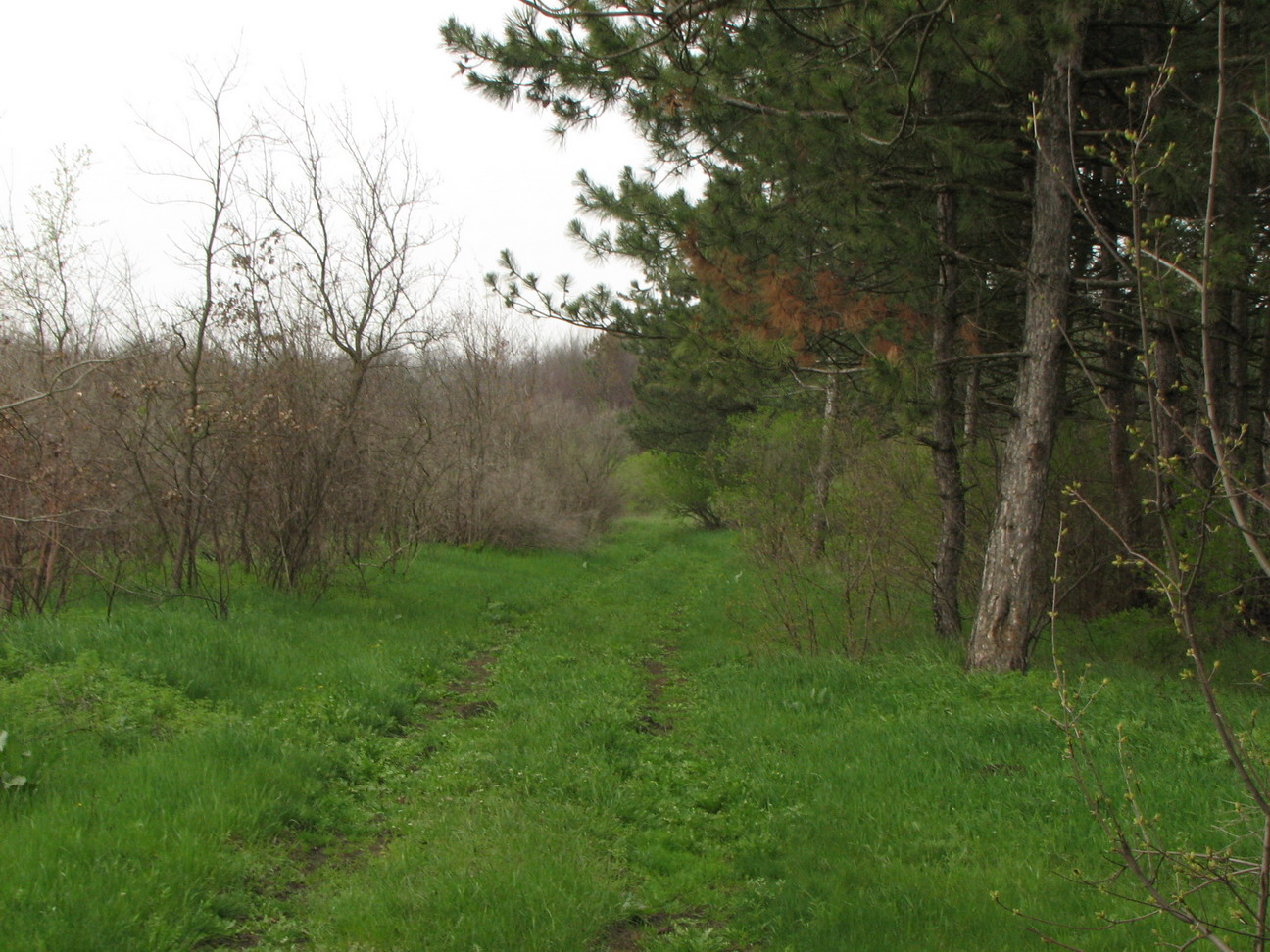
На території заказника
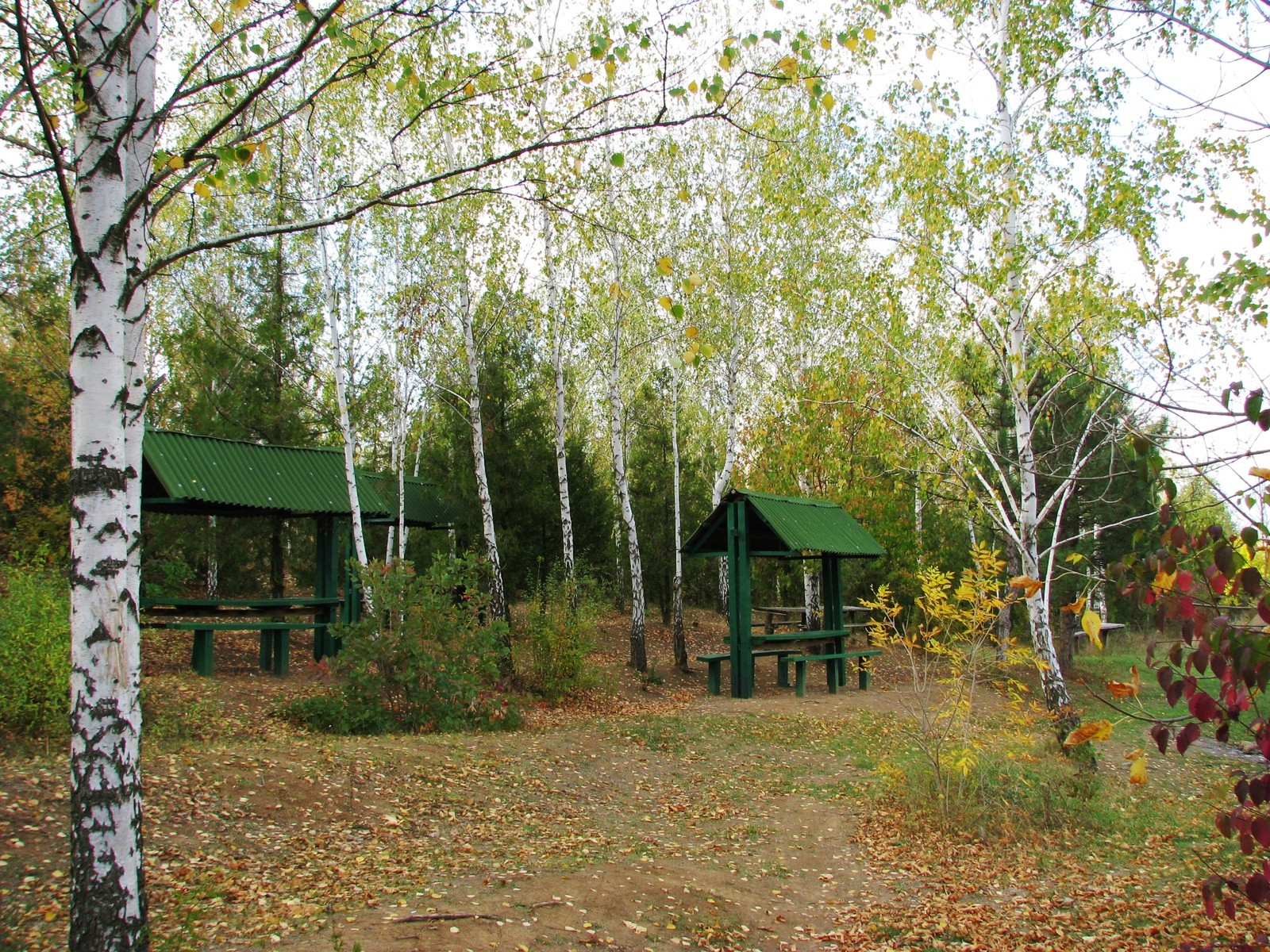
Дальницький ліс
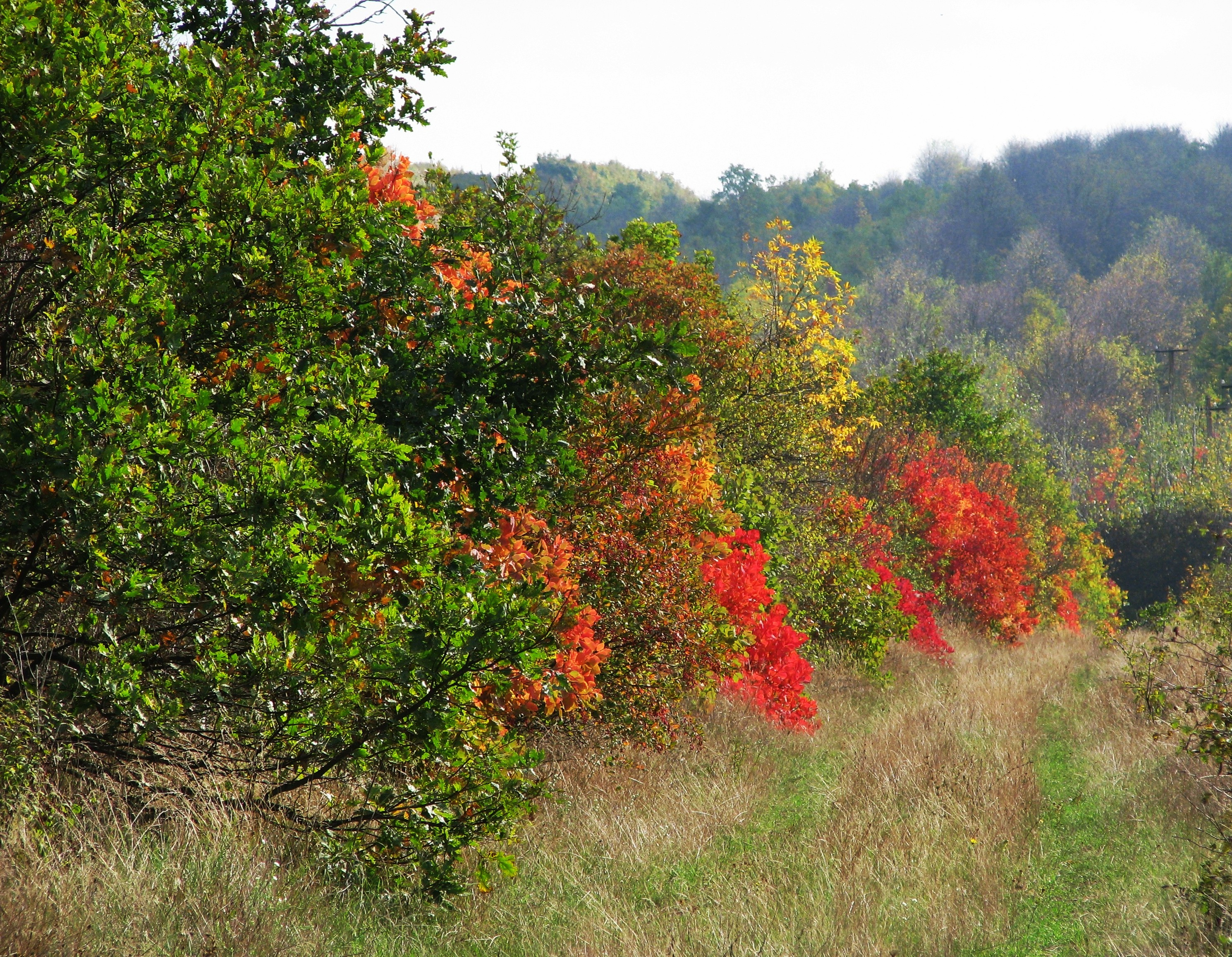
Лісонасадження